# Vicente Cacho Viu
Vicente Cacho Viu (Madrid, 27 de desembre de 1929 - Madrid, 28 de novembre de 1997) va ser un historiador i catedràtic d'Història Contemporània espanyol.
Va néixer a Madrid el 27 de desembre de 1929 i va estudiar a la mateixa Universitat de Madrid. La seva obra va estar enfocada a la intel·lectualitat liberal durant la Restauració Borbònica, especialment en la Institució Lliure d'Ensenyament, a més de l'estudi del nacionalisme català i el catalanisme. D'ella destaca el seu primer llibre —en realitat la seva tesi doctoral La Universidad española en la época de la Restauración publicada per Rialp amb un nou títol: La Institución Libre de Enseñanza. I. Orígenes y etapa universitaria (1860-1881)— amb el qual va guanyar el Premi Nacional de Literatura de 1962. També va ser autor de Repensar el 98, editada el 1997, i Los intelectuales y la política. Perfil polític de Ortega y Gasset, publicada l'any 2000. Va exercir de catedràtic a la Universitat Complutense, en la d'Universitat de València, a la Universitat de la Laguna i a la Universitat de Barcelona.[3] Va ser membre del Opus Dei. Va morir a la seva ciutat natal el 28 de novembre de 1997.